# Østerfjorden
Østerfjorden er den østlige del af Søndeledfjorden i Risør kommune  i Agder fylke i Norge. Den går fra Flatholmene i vest til indløbet af Nordfjorden, en anden del af Søndeledfjorden som går på nordsiden af øen Barmen. Østerfjorden grænser til øerne Vardøya og Risøya i syd og indeholder bugterne Vindvikbukta og Sandvikbukta på kysten i nord. Østerfjorden er omkring  4 kilometer lang.